# إريك لويد رايت
إريك لويد رايت (بالإنجليزية: Eric Lloyd Wright)‏ هو مهندس معماري أمريكي، ولد في 9 نوفمبر 1929 في لوس أنجلوس في الولايات المتحدة.